# Mu Orionis
Désignations
Mu Orionis (en abrégé μ Ori) est un système stellaire quadruple, de la constellation d'Orion, similaire à Mizar et Epsilon Lyrae, d'une magnitude apparente combinée de 4,13. Il est localisé au nord de Bételgeuse, et marque l'épaule droite (à gauche dans le ciel) du chasseur. L'ensemble du système est situé à environ ∼ 155 a.l. (∼ 47,5 pc) de la Terre.
Les quatre étoiles du système sont désignées Mu Orionis Aa, Mu Orionis Ab, Mu Orionis Ba et Mu Orionis Bb. Toutes les quatre sont détectables uniquement spectroscopiquement, les sous-systèmes A et B n'étant en effet séparés que de quelques dixièmes de seconde d'arc, soit environ 12,6 ua étant donné leur distance de la Terre.
μ Orionis est localisée juste à l'extérieur de la nébuleuse planétaire Abell 12, mais leur proximité apparente n'est que fortuite. L'étoile, brillante, rend difficile la détection de la faible nébuleuse et elle a été surnommée pour cette raison la « nébuleuse planétaire cachée ».

## Sous-système de Mu Orionis A
Désignations
Mu Orionis Aa est une étoile blanche de la séquence principale de type spectral A1Vm et de magnitude apparente +4,30. C'est une étoile Am, qui présente des raies d'absorption particulièrement marquées de certains métaux dans son spectre. Elle est 2,4 fois plus massive que le Soleil, et son rayon est de 2,9 rayons solaires. Sa luminosité est 32 fois supérieure à celle du Soleil et sa température effective est de 8 350 K.
Mu Orionis Ab est une naine probablement de type K tardif qui orbite autour de Aa à une distance de 0,077 ua, ce qui est équivalent à 20 % de la distance de Mercure au Soleil. Sa masse vaut 65 % celle du Soleil. Ab accomplit son orbite autour de Aa avec une période de 4,44 jours et elle présente une excentricité quasiment nulle.

## Sous-système de Mu Orionis B
Désignations
Mu Orionis Ba et Bb sont des naines jaunes-blanc de type spectral F5V et d'une magnitude apparente combinée de +6,27. Elles séparés l'une de l'autre de 0,078 ua et elles bouclent une orbite l'une autour de l'autre selon une période de 4,78 jours. Leur excentricité est quasiment nulle.
Les deux étoiles sont quasiment identiques, chacune ayant une masse de 1,4 M☉. Leur rayon est de 1,33 R☉ et elles sont toutes les deux trois fois plus lumineuses que le Soleil. Leur température de surface est de 6 600 K.